# لانداو آن در ایزار
شهر لانداو آن در ایزار (به آلمانی: Landau an der Isar) در ایالت بایرن در کشور آلمان واقع شده‌است.